# Монголия на летних Олимпийских играх 1996
Монголия принимала участие в Летних Олимпийских играх 1996 года в Атланте (США) в восьмой раз за свою историю, и завоевала одну бронзовую медаль. Сборную страны представляли 16 спортсменов, в том числе 4 женщины. 

## Бронза
- Дзюдо, мужчины — Доржпаламын Нармандах.